# Financial Fairplay
Das Financial Fairplay (FFP) ist ein Reglement der UEFA zur Klublizenzierung für die Teilnahme an den europäischen Klubwettbewerben der UEFA. Das Financial Fairplay ist das Nachfolger-Reglement des UEFA-Klublizenzierungsverfahren 1.0 (2002) und 2.0 (2005). Geregelt sind im FFP u. a. sportliche, infrastrukturelle, rechtliche und finanzielle Kriterien, die die Klubs erfüllen müssen. Die wesentlichen Änderungen des FFP zum Vorgänger UEFA-Klublizenzierungsverfahren 2.0 bestehen in den finanziellen Kriterien, die eine steigende Verschuldung der europäischen Fußballclubs verhindern sollen. Das Financial Fairplay wurde allerdings vor kurzem in Financial Sustainability Regulations (FSR) umbenannt.

## Hintergrund
Aufgrund massiv ansteigender Spielergehälter und Ablösesummen können manche Vereine die Ausgaben nicht mehr durch laufende Einnahmen decken. Stattdessen muss die Finanzierung über Kredite oder durch den Einsatz von privatem Vermögen erfolgen. Um dem entgegenzuwirken, wurde durch die UEFA das Reglement Financial Fairplay verabschiedet.

## Regeln
Im Verlauf der jeweils vergangenen drei Jahre müssen relevante Einnahmen die relevanten Ausgaben mindestens ausgleichen. Sollte dies nicht der Fall sein, wird auch das davor liegende Jahr betrachtet, um zu beurteilen, ob zumindest eine positive Entwicklung zu erkennen ist.
Sollten die Ausgaben die Einnahmen übersteigen, kann die Differenz (zurzeit 30 Millionen Euro über einen Zeitraum von drei Jahren) durch private Geldgeber oder Investoren ausgeglichen werden. Ab 2018 soll neu verhandelt werden, wie hoch dieser Betrag maximal sein darf mit dem Ziel, diesen auf Null zu senken.
Sollten die Regeln durch einen Verein nicht eingehalten werden, kann dieser durch die UEFA sanktioniert werden. Die Vereine haben mit der UEFA vereinbart, die Sanktionen zu akzeptieren.

## Inkrafttreten
Ursprünglich sollten die Regeln ab der Saison 2013/14 gelten, die Einführung erfolgte 2015.

## Kritik
Bereits bei der Einführung wurde das nicht eindeutig formulierte Regelwerk und die Bestrafung von eher kleineren Klubs heftig kritisiert. Inzwischen halten Branchenkenner das Regelwerk für gescheitert. Strukturell gewährleiste es, dass „die großen Vereine groß bleiben und die kleinen Vereine klein“.
Im Zuge der Football-Leaks-Veröffentlichungen wurde bekannt, dass Paris St. Germain und Manchester City in der Saison 2013/2014 nicht sanktioniert wurden, obwohl deren Bilanzen laut UEFA-internen Einschätzungen klar gegen die Regularien des Financial Fairplay verstießen. Unter anderem wurde das Sponsoring von Paris St. Germain durch Katar als nicht marktgemäß bewertet. Aufgrund von Druck der Klubeigentümer auf die UEFA sah man jedoch von Sanktionen ab und einigte sich mit den Vereinen auf Strafzahlungen in Höhe von 20 Millionen Euro.